# 林祐介
林 祐介（はやし ゆうすけ、1977年9月15日 - ）は、日本の作曲家である。東京都出身。2013年、『あなたへ』で第36回日本アカデミー賞の優秀音楽賞を受賞した。

## 略歴
4歳よりピアノを、7歳より作曲を始める。東京都立八王子東高等学校在学中にシンセサイザーやコンピューターのプログラミングを独学で学ぶ。1996年に高校卒業後、2000年に東京芸術大学音楽学部作曲科を卒業。

## フィルモグラフィー

### 映画
- ドッペルゲンガー（2003年）
- オトシモノ（2006年）
- うた魂♪（2008年）
- BOX 袴田事件 命とは（2010年）
- 漫才ギャング（2011年）
- 天国からのエール（2011年）
- あなたへ（2012年）
- カラスの親指（2012年）
- アルカナ（2013年）
- 劇場版 零 ゼロ（2014年）
- Seventh Code（2014年）
- 金メダル男（2016年）
- 太陽（2016年）
- 氷菓（2017年）
- ReLIFE リライフ（2017年）
- 一礼して、キス（2017年）
- 散歩する侵略者（2017年）
- 予兆 散歩する侵略者 劇場版（2017年）
- 走れ!T校バスケット部（2018年）
- 旅のおわり世界のはじまり（2019年）
- 水曜日が消えた（2020年）

### テレビドラマ
- 内藤大助物語 〜いじめられっ子のチャンピオンベルト〜（2008年）
- 警視庁南平班〜七人の刑事〜（2009年 - 2018年）
- 贖罪（2012年）
- 隠れ菊（2016年）
- 予兆 散歩する侵略者（2017年）
- 愛を乞うひと（2017年）

## 受賞
- 2013年 - 第36回日本アカデミー賞 優秀音楽賞（『あなたへ』）[3]